# New Cumnock
New Cumnock (gael. Cumnag Nuadh) – miasto położone w Szkocji. Leży 9 kilometrów na południowy wschód od Cumnock i 34 kilometry na wschód od Ayr. Rozrosło się w XIX wieku podczas rozwoju lokalnego wydobnictwa węgla kamiennego. Był to główny przemysł do czasu zamknięcia wydobycia w roku 1960.

## Historia
Funkcjonuje tu klub Glenafton Athletic F.C., którego wychowankiem był Ted MCMinn były piłkarz Rangers F.C., Derby County F.C.

## Transport
W mieście funkcjonuje stacja kolejowa leżąca na Glasgow South Western Line. Przebiega też przez nie droga krajowa A76.